# Sinoderces luohanensis
Espèce
Sinoderces luohanensis est une espèce d'araignées aranéomorphes de la famille des Psilodercidae.

## Distribution
Cette espèce est endémique du Guangxi en Chine,. Elle se rencontre vers Nanning.

## Description
Le mâle holotype mesure 1,66 mm et la femelle paratype 2,20 mm.

## Étymologie
Son nom d'espèce, composé de luohan et du suffixe latin -ensis, « qui vit dans, qui habite », lui a été donné en référence au lieu de sa découverte, la grotte Luohan.

## Publication originale
- Bai, Li & Li, 2019 : Ten new species of the spider genus Sinoderces Li & Li, 2017 from China, Laos and Thailand (Araneae, Psilodercidae). ZooKeys, no 886, p. 79-111 (texte intégral).